# Stenellipsis humerata
Stenellipsis humerata är en skalbaggsart som först beskrevs av Bates 1874.  Stenellipsis humerata ingår i släktet Stenellipsis och familjen långhorningar. Inga underarter finns listade i Catalogue of Life.